# Орошаемый (Волгоградская область)
Орошаемый — посёлок в Николаевском районе Волгоградской области России. Входит в состав Совхозского сельского поселения. Население 140 чел. (2010), из них 55 % (2002) — казахи.

## История
Имело название посёлок фермы № 2 совхоза «Николаевский».
В соответствии с решением Волгоградского облисполкома от 17 мая 1978 года № 10/382 «О некоторых изменениях в административно-территориальном делении области» населенные пункты, имеющие служебное и временное значение — посёлки ОТФ № 11, 12, 13, 14, 15, 16, 17, 19, 20, 22 совхоза «Николаевский», были приписаны к постоянному населённому пункту — к пос. фермы № 2 совхоза «Николаевский».
В соответствии с Законом Волгоградской области от 14 февраля 2005 года № 1005-ОД посёлок Орошаемый вошёл в состав образованного Совхозского сельского поселения.

## География
Расположен на северо-востоке региона, по левобережью Волгоградского водохранилища, в пределах степной зоны Низкого Заволжья.
Уличная сеть состоит из трёх географических объектов: ул. Зелёная, ул. Лиманная, ул. Степная, ул. Школьная.

## Население
| 2010 |
| ---- |
| 140  |

Гендерный состав
По данным Всероссийской переписи населения 2010 года в гендерной структуре населения из 140 человек мужчин — 64, женщин — 76 (45,7 и 54,3 % соответственно).
Национальный состав
Согласно результатам переписи 2002 года, в национальной структуре населения
казахи	составляли 55 %, русские 27 % из общей численности населения в 162 чел..

## Инфраструктура
Школа.
Развитое сельское хозяйство. Личное подсобное хозяйство.
Ведется газификация посёлка. Строительство газопровода в п. Орошаемый включено в областную целевую программу «Газификация Волгоградской области на 2013—2017 годы»

## Транспорт
Подъезд от автомобильной дороги «Иловатка (км 10) — Старая Полтавка — Гмелинка — Палласовка — Николаевск» к с. Раздольное к п. Орошаемый (идентификационный номер 18 ОП МЗ 18Н-147).
Остановки «Орошаемый», «Поворот на Орошаемый». Маршрутка «Николаевск — Красный Мелиоратор».
Просёлочные дороги.